# Carman
Carmelo Domenic Licciardello (Trenton, Nueva Jersey; 19 de enero de 1956-Las Vegas, Nevada; 16 de febrero de 2021) fue un cantante estadounidense de música cristiana, conocido por su nombre artístico de Carman, además también fue compositor, presentador de televisión y evangelista.

## Biografía
Nació en Trenton, Nueva Jersey. De niño tocaba la batería en la banda de su madre; Cuando era adolescente, formó su propio grupo. Alrededor de los 20 años, se mudó a California. Poco después, mientras asistía a un concierto de Andraé Crouch, Carman se convirtió en un cristiano nacido de nuevo y se convirtió al evangelicalismo.
En 1980 hizo un álbum personalizado titulado Dios no terminó conmigo. Al año siguiente, Bill Gaither lo invitó a hacer una gira con el grupo El trío de Bill Gaither.
Después de mudarse a Tulsa, Oklahoma, lanzó un álbum debut homónimo moderadamente exitoso (más tarde publicado como Some-o-Dat) en 1982 que contenía principalmente canciones nuevas. Luego, con el lanzamiento del álbum en vivo Sunday's On The Way en 1983, comenzó una serie de éxitos en la lista de CCM, comenzando con la canción del título. Mientras continuaba su carrera musical, Carman estableció la organización sin fines de lucro Carman Ministries. Con el lanzamiento en 1985 de The Champion llegó su primera canción número uno, del mismo nombre. Otro álbum en vivo, Radically Saved, llegó en 1988. En 1989 trajo a Carman su primer álbum número uno Revival in the Land. 
Entre 1987 y 1989, fue elegido por los lectores de la revista Charisma como el vocalista masculino favorito. En 1990 y 1992, Billboard reconoció la influencia de Carman en la música cristiana al nombrarlo Artista Cristiano Contemporáneo del Año, y en 1995, grabó su primer álbum en español, Lo Mejor, que incluye algunas de las canciones ya grabadas como "Quien esta en la casa" y "El río". En 2000, el álbum Heart of a Champion salió con 30 de sus mejores canciones, incluidas algunas nuevas. En 2007, actualizó su catálogo con Instrument Of Praise . 
Carman ha recibido 15 álbumes de oro y platino y ha vendido más de 10 millones de discos. Posee el récord mundial del mayor concierto cristiano en la historia. Fue el acto principal en agosto de 1993 en Johannesburgo, Sudáfrica, con más de 50,000 asistentes, y realizó un concierto gratuito en el Estadio de Texas el 22 de octubre de 1994 con 71,132 asistentes.
Más allá de su carrera musical, participa en varias producciones televisivas y deberes de entrevistas como presentador tanto de Trinity Broadcasting Network en general como de su programa insignia Praise the Lord. En el año 2001 Carman protagonizó la película Carman: The Champion.
En noviembre de 2011, Carman estuvo involucrado en un accidente automovilístico. Estaba en el asiento del pasajero cuando el conductor giró a la izquierda hacia el estacionamiento de la iglesia frente a una multitud de fanáticos que esperaban entrar al concierto. Un camión que se aproximaba golpeó el extremo del copiloto. Carman pudo entrar a la iglesia, intentando continuar con el concierto programado pero colapsó poco después. Lo llevaron a un hospital a las afueras de Houston, donde lo examinaron y le tomaron radiografías. No se encontraron huesos rotos ni lesiones en la columna. Sin embargo, se encontraron lesiones internas que requirieron cirugía.
Carman se convirtió en coaching en 2017. y se casó en diciembre de 2017. En 2018 fue incluido en el Salón de la Fama de la música Gospel.
Falleció el 16 de febrero de 2021 luego de luchar durante varios días contra una neumonía y un fallo multiorgánico derivado del mieloma que padecía.

### Enfermedad y fallecimiento
En una publicación de fotos realizada en sus cuentas oficiales y personales en redes sociales el 14 de febrero de 2013, Carman reveló que le habían diagnosticado mieloma y le habían dado un pronóstico de solo tres o cuatro años más de vida.
A fines de marzo de 2013, Carman anunció una campaña de Kickstarter para un nuevo álbum y video musical. Poco tiempo después, anunció una próxima gira por 60 ciudades y señaló además que la campaña de recaudación de fondos en línea había recaudado más de $ 230,000 en varias semanas.
En diciembre de 2013, Carman estaba en el hospital recibiendo tratamientos de quimioterapia. A principios de 2014, Carman afirmó que las pruebas médicas indicaron que su cuerpo no tenía cáncer. Luego continuó preparándose para su álbum y gira Live Across America.
En enero de 2015, Carman atribuyó su exitosa recuperación al "compromiso" que había hecho con sus seguidores de las redes sociales y a la campaña Kickstarter para comenzar su "No Plan B Tour" tan pronto como recuperara su salud. Más tarde, ese mismo año, recorrió el este de los Estados Unidos. 
En 2017, Carman anunció que tenía un tumor en el hombro, que se había extirpado mediante cirugía. Murió de complicaciones después de una cirugía de hernia de hiato.

## Discografía y filmografía
Lista seleccionada
- 1980: God's Not Finished with Me
- 1982: Some-o-Dat aka Carman
- 1983: Sunday's On the Way
- 1984: Comin' On Strong
- 1985: The Champion
- 1986: A Long Time Ago...in a Land Called Bethlehem
- 1988: Live: Radically Saved
- 1989: Revival in the Land
- 1991: Shakin' The House Live
- 1992: Addicted to Jesus
- 1992: Yo Kidz!: Heroes, Stories, and Songs from the Bible
- 1993: Yo Kidz!: Lawrence the Kat and the B. Attitudes
- 1993: The Standard
- 1994: Yo Kidz! 2: The Armor of God
- 1995: Lo Mejor
- 1995: Christmas With Carman
- 1995: R.I.O.T. (Righteous Invasion of Truth)
- 1996: Yo Kidz!: Lawrence the Kat and the Bible
- 1997: I Surrender All: 30 Classic Hymns
- 1998: Mission 3:16
- 1999: Passion for Praise, Vol. 1
- 2000: Heart of a Champion
- 2002: House of Praise
- 2007: Instrument of Praise
- 2014: No Plan B
- 2017: Legacy